# Moyale Barracks Football Club
Actualités
Le Moyale Barracks Football Club est un club malawite de football basé à Mzuzu.

## Histoire
Fondé en 1967, le club remporte la coupe nationale à deux reprises, en 2008 et 2010.
Il ne s'est jamais imposé en championnat, même s'il est présent parmi l'élite depuis la saison 1997-1998. Sa meilleure performance date des saisons 2013 et 2014 avec une place de dauphin.

## Palmarès
- Championnat du Malawi (0)
  - Vice-champion : 2014

- Coupe du Malawi (2)
  - Vainqueur : 2008 et 2010
  - Finaliste : 2011